# 月亭都勇
月亭 都勇（つきてい とゆう、安政3年7月6日（1856年8月6日） - 明治28年（1895年）秋の8日）は、落語家（上方噺家）。本名: 橋本 勇吉。実の子は月亭小勇（後の3代目三遊亭圓馬）。
家業は湯葉の問屋で家業をそっちのけで素人落語に熱中しいつの間にか店を潰してしまった。その後1885年ころに2代目桂文都（後の月亭文都）の門に入り都勇の名を貰い玄人になった。
自身は中座ほどまでしか至らず大成しなかったが実の子がその後東京に上京し3代目三遊亭圓馬を襲名し大看板になった。